# 藤原幸子
藤原 幸子（ふじわら の こうし、天永3年（1112年） - 久寿2年6月1日（1155年7月2日））は、藤原頼長の正室。父は徳大寺実能、母は藤原顕隆の娘。二条天皇の皇后育子の姉。待賢門院璋子は父・実能の妹で叔母に当たる。
頼長14歳、幸子22歳の年に結婚したが、子宝には恵まれず、弟公能の娘多子（のちの近衛天皇の皇后）を養女とした。
頼長は男女いずれに対しても好色で知られるが、幸子は嫡室として大切にされたようである。